# Джулия Голдинг
Джулия Голдинг (на английски: Julia Golding) е английска писателка, авторка на произведения в жанровете фентъзи, исторически роман, приключенски роман, детска литература и любовен роман. Пише и под псевдонимите Джос Стърлинг (на английски: Joss Stirling) и Ийв Едуардс (Eve Edwards).

## Биография и творчество
Джулия Голдинг е родена през март 1969 г. в Лондон, Англия. Израства край гората Епинг. Завършва английска филология в Кеймбриджкия университет. После работи като дипломат за британското външно министерство в Полша и други страни от Европа.
След кариерата си в дипломацията се насочва към академичните среди и получава докторска степен по английска литература в Оксфордския университет на тема романтичния период в британската литература. След дипломирането си работи като лобист за „Oxfam“ и за кампания в рамките на ООН с правителствата за намаляване на влиянието на конфликти върху цивилните граждани, живеещи във военни зони.
Първият ѝ роман „The Diamond of Drury Lane“ от поредицата за деца „Кет Роял“ е издаден през 2006 г. Книгата разказва за приключенията на едно момиче сираче, възпитано в театър в Лондон. Романът става бестселър и е удостоен с няколко награди за детска литература.
Автор е на редица поредици за деца и юноши в жанровете приключенски роман и фентъзи.
През 2010 г. започва да публикува мистични любовни романи под псевдонима Джос Стърлинг и исторически любовни романи под псевдонима Ийв Едуардс.
Произведенията на писателката са преведени на над 15 езика по света.
Омъжена е и има три деца. Джулия Голдинг живее със семейството си в Оксфорд.

## Произведения

### Като Джулия Голдинг

#### Самостоятелни романи
- The Ship Between the Worlds (2007)
- Wolf Cry (2009) – издаден и като „The Silver Sea“

#### Серия „Кет Роял“ (Cat Royal)
1. The Diamond of Drury Lane (2006)
2. Cat Among the Pigeons (2006)
3. Den of Thieves (2007)
4. Cat O Nine Tails (2007)
5. Black Heart of Jamaica (2008)
6. Cat's Cradle (2009)
7. The Middle Passage (2012)

#### Серия „Квартетът“ (Companion's Quartet)
1. The Secret of the Sirens (2006)
2. The Gorgon's Gaze (2006)
3. Mines of the Minotaur (2007)
4. The Chimera's Curse (2007)

#### Серия „Дарси Лок“ (Darcie Lock)
1. Ringmaster (2007)
2. Empty Quarter (2008)
3. Deadlock (2011)

#### Серия „Водно конче“ (Dragonfly)
1. Dragonfly (2008)
2. The Glass Swallow (2010)

#### Серия „Избор“ (Rapid Plus)
1. The Choice (2012)
2. Second Chance (2012)

#### Серия „Беоулф“ (Beowulf)
1. Beowulf and the Beast (2012)
2. Beowulf Meets His Match (2012)

#### Серия „Младите рицари“ (Young Knights)
1. Young Knights of the Round Table (2013)
2. Pendragon (2013)
3. Merlin (2014)

#### Серия „Мел Фостър“ (Mel Foster)
1. Mel Foster and the Demon Butler (2015)
2. Mel Foster and the Time Machine (2016)

### Като Джос Стърлинг

#### Серия „Саванти“ (Benedicts / Savant)
1. Finding Sky (2010)
Скай, изд.: „Егмонт България“, София (2013), прев. Юлия Чернева
2. Stealing Phoenix (2011)
Феникс, изд.: „Егмонт България“, София (2013), прев. Юлия Чернева
3. Seeking Crystal (2012)
Кристал, изд.: „Егмонт България“, София (2013), прев. Кристина Георгиева
4. Misty Falls (2014)
Мисти, изд.: „Егмонт България“, София (2015), прев. Силвия Вангелова
5. Angel Dares (2015)
 Ейнджъл, изд.: „Егмонт България“, София (2015), прев. Елка Виденова
6. Summer Shadows (2016)

- Challenging Zed (2013)

#### Серия „Поразена“ (Struck)
1. Struck (2014) – издадена и като „Storm and Stone“ – любовен роман на годината
2. Stung (2015)
3. Shaken (2016)

### Като Ийв Едуардс

#### Серия „Хрониките на графинята“ (Other Countess)
1. The Other Countess (2010)
2. The Queen's Lady (2011)
3. The Rogue's Princess (2011)

#### Серия „Смрачаване“ (Dusk)
1. Dusk (2013)
2. Dawn (2014)